# Avari
Avári, Evrázijski Avári, staroslovansko in slovensko tudi  Óbri, so bili zelo dobro organizirana zveza nomadskih plemen različnega večinoma turškega porekla, v kateri so bili poleg vodilnih Avarov tudi Gepidi (po letu 567), Bolgari, Kutriguri in Slovani.  Vladal jim je kagan z močno vojsko nomadskih vojščakov, značilno za turško-mongolska ljudstva. Ime Avari se je prvič pojavilo sredi 5. stoletja. Na evropskem zgodovinskem prizorišču so se pojavili šele leta 567, ko so skupaj z Langobardi napadli in podjarmili Gepide in vzpostavili premirje, ki je vladalo v velikem delu srednje in vzhodne Evrope. Vladali so v večini Panonske kotline, v kateri so se obdržali do zgodnjega 9. stoletja. 

## Poreklo
Avari so bili turškega porekla.
Raziskave zgodovinarja Andrása Róna-Tasa kažejo, da so etnični Avari nastali v Srednji Aziji v klasičnem obdobju z zlivanjem več plemen.  Róna-Tas domneva, da so se turški Oguri preselili v kazaške stepe, se morda pomaknili proti jugu in zasedli ozemlje, ki so ga izpraznili Huni. Tam so se pomešali z indoevropsko govorečimi Iranci, tako da so nastali Hioniti. V 460. Letih so jih verjetno podjarmili Rouranci in jim vsilili svoje vladarje. Na čelu konfederacije so bili Uari, vidno mesto v plemenski zvezi pa so nazadnje dosegli tudi Oguri.    
Zgodovinar Menander Protektor, ki je pisal v 6. stoletju, omenja, da je jezik Avarov, ki jih imenuje Ouarkhonitai, enak (morda je mislil podoben) jeziku Hunov. Če je jezik pokazatelj njihovega porekla, potem njegova trditev potrjuje, da bi lahko bili ogursko turško ljudstvo. Nekaj strokovnjakov je nedavno predpostavilo, da so bili iransko govoreče ljudstvo. Odkritje mongolskih lobanj v avarskih grobovih je nekatere strokovnjake privedlo  do zaključka, da so bili vladajoča elita evropskih Avarov Mongoli, čemur mnogi drugi stokovnjaki ugovarjajo.
Na začetku 6. stoletja je plemensko zvezo premagalo Gokturki, ki so bili pred tem rouranski vazali. Teofilakt Simokat v svoji Zgodovini sveta piše, da so »Gokturki zasužnjili pleme Ogurov, ki je bilo eno od najmočnejših … kar se je končalo z vojno«. Del plemena se je morda želel izviti iz gokturške nadoblasti in je okoli leta 555 pobegnil na severni Kavkaz. Njihovi novi sosedi so jim, po Simokatovem mnenju, verjeli, da so pravi Avari. Vzpostavili so diplomatske stike z Bizantinci in drugimi stepskimi nomadskimi plemeni in jih bogato obdarili. Gokturki so kasneje Bizantince prepričali, da niso resnični Avari, pač pa skupina »ubežnih Skitov«, ki je pobegnila pred njimi in ukradla prestižno ime Avari. Bizantinci so jih nato preimenovali v psevdo Avare.
Zgodovinar Walter Pohl je na podlagi podrobnih študij H.W. Haussiga (1953) in K. Czeglèdyja (1983) in svojih metodoloških raziskav leta 1998 za vse teorije izjavil: »Nesmiselno je spraševati se, kdo natančno so bili predniki evropskih Avarov. O njih vemo samo to, da so imeli staro in prestižno ime in da so prvi namigi o njih še iz časa Herodota. Predpostavljamo lahko, da so bili zelo mešana družba vojščakov, ki je hotela pobegniti pred gokturško nadoblastjo.« Če so bili Avari sploh kdaj posebna etnična skupina, se je njihova prepoznavnost v Evropi izgubila. Naziv Avar je, izgleda, pomenil prebivalca avarske države, podobno kot je naziv Rimljan pomenil državljana Rimskega cesarstva. Edino, kar je zanesljivo, je to, da so bili Avari ob svojem prihodu v Evropo zelo heterogeno mnogoetnično ljudstvo. Sodobne raziskave kažejo, da nobena plemenska zveza stepskih vojščakov, na primer Skitov, Hunov, Madžarov, Bolgarov, Avarov, Hazarov, Kumanov, Mongolov itd., ni bila etnično homogena, pač pa zveza več ljudstev.
Ne glede na to, kje je nastala začetna skupina nomadskih vojščakov, so se Avari hitro pomešali s slovanskim prebivalstvom v spodnjedonavskem bazenu in Panonski nižini. Lingua franca med različnimi ljudstvi v kaganatu je bila, izgleda,  prvotna slovanščina. Antropološke raziskave so odkrile tudi nekaj okostij z mongolskimi značilnostmi, čeprav je bilo področje pod stalnim kulturnim vplivom iz evrazijskih nomadskih step.

## Zgodovina

### Prihod v Evropo
Avari so prišli na področje severno od Kavkaza leta 557. V Konstantinopel so poslali svoje odposlance in vzpostavili prve stike z Bizantinskim cesarstvom. V zamenjavo za zlato so privolili, da bodo v bizantinsko korist podjarmili "neposlušna ljudstva". Premagali in priključili so številna nomadska plemena, med njimi Kutrigurske Bolgare, Onogurske/Utigurske Bolgare, Savirje in Ante. Do leta 562 so zavladali stepam severno od Črnega morja in porečju spodnje Donave. Ob prihodu na Balkan so bili raznolika skupina kakšnih 20.000 konjenikov. Bizantinski cesar Justinijan I. jih je podkupil, da so se obrnili na severozahod proti Germaniji, kjer so njihovo prodiranje zaustavili Franki. 
Med iskanjem bogatih pašnikov so na začetku od Bizantinskega cesarstva zahtevali ozemlje južno od Donave v sedanji Bolgariji. Bizantinci so njihovo zahtevo zavrnili, ker je stik Avarov z Gokturki zmanjševal možnost njihovega napada na cesarstvo.  Avare so zato preusmerili na ozemlje za Karpati, ki je imelo naravno obrambo, vendar so ga takrat zasedali Gepidi. Leta 567 so Avari sklenili zavezništvo s sovražniki Gepidov Langobardi in skupaj so osvojili večino Gepidskega kraljestva. Avari so zatem prepričali Langobarde, naj se premaknejo v severno Italijo. Njihova selitev je bila zadnja masovna selitev Germanov v obdobju preseljevanje narodov.
Bizantinci so še naprej uspešno vodili politiko ščuvanja barbarskih ljudstev drugega proti drugemu. Avare so prepričali, naj napadejo Slovene v Mali Skitiji, ki so imeli bogato zemljo in niso bili še nikoli premagani. Ko so opustošili večino slovenskega ozemlja, so se Avari umaknili v Panonsko nižino, pred tem pa je mnogo kaganovih podložnikov prebegnilo v Bizantinsko cesarstvo. Do leta 600 so Avari ustanovili nomadsko cesarstvo, ki se je raztezalo od današnje Avstrije na zahodu do ukrajinskih  step na vzhodu in vladali številnim ljudstvom. 

### Zgodnje avarsko obdobje (580–670)
Približno do leta 580 je avarski kagan Bajan I. podjarmil večino slovanskih, hunsko-bolgarskih in germanskih plemen. Ko Bizantinsko cesarstvo ni bilo več sposobno plačevati svojih obveznosti ali najemati avarskih najemnikov, so začeli Avari vpadati  na bizantinska balkanska ozemlja. Menander piše, da so Avari leta 568 oplenili Dalmacijo, 10.000 Kutigurskih Bolgarov pod Bajanovim poveljstvom pa je  presekalo povezavo Bizantinskega cesarstva s severno Italijo. Do leta 582 so Avari osvojili Sirmium (sedanja Sremska Mitrovica), pomembno trdnjavo v bivši rimski provinci Panoniji. Ko so Bizantinci zavrnili plačilo še večjih dajatev, ki jih je zahteval Bajanov sin in naslednik Bajan II., so Avari zasedli še Singidunum (sedanji Beograd) in Viminacium v Zgornji Meziji. 
V 590. letih se je zaradi Mavricijevega vojnega pohoda na Balkan njihovo napredovanje ustavilo.  Po porazu na svojem ozemlju leta 602 so nekateri Avari  prebegili k Bizantincem. Po zmagi se je Mavricij v nasprotju z dotedanjim načinom vojskovanja odločil, da se z vojsko ne bo vrnil domov, ampak se bo utaboril in prezimil severno od Donave. Njegova odločitev je v vojski sprožila upor, ki je dal Avarom še kako potreben predah. Uporu je sledila državljanska vojna, ki jo je sprožila perzijska invazija, zaradi katere so imeli Avari po letu 615 proste roke na nebranjanem Balkanu. Leta 610 so poskusili napasti severno Italijo. 
Plačila Bizantinskega cesarstva v zlatu in blagu so malo pred letom 626 dosegla rekordno vsoto 200.000 solidov.
Leta 626 so se Avari pridružili Sasanidom v neuspelem obleganju Konstantinopla. Po tem porazu sta avarski prestiž in moč začela upadati. Bizantinski in frankovski  dokumenti pričajo, da se je začela vojna med Avari in njihovimi zahodnoslovanskimi varovanci Veneti. V 30 letih sedmega stoletja je Samo, vladar prve zgodovinsko dokazane slovanske države – Samove plemenske zveze, vzpostavil svojo oblast na ozemljih severno in zahodno od avarskega kaganata, ki so bila pred tem avarska. Plemenski zvezi je uspešno vladal  do svoje smrti leta 658.
Zgodovina Samove plemenske zveze po njegovi smrti je zelo nejasna. Prevladuje mnenje, da je razpadla. Arheološke najdbe kažejo, da so se Avari vrnili na svoja izgubljena ozemlja ali vsaj do najbolj južnega dela današnje Slovaške in vzpostavili sožitje s Slovani, ozemlja severno od te meje pa so bila popolnoma venetska (slovanska). Prva dogodka, ki govorita o usodi Slovanov in Avarov na tem področju, sta napad Moravske in Nitrske kneževina na Avare v poznem 8. stoletju in poraz Avarov v napadu Frankov pod poveljstvom Karla Velikega leta 799 ali 802/803.
Približno v času Samovega kraljestva je veliki kan Kubrat iz plemena Dulo vodil uspešen upor proti avarski oblasti v Panonski nižini in ustanovil državo, ki so jo Bizantinci kasneje imenovali Stara Velika Bolgarija. Državljanska vojna ali morda vojna za nasledstvo v Onoguriji med združenimi Avari in Kutrigurskimi Bogari na eni strani in Kubratovimi Utigurskimi Bolgari  na drugi je divjala leta 631-632. Vojska Avarov in Kutrigurskih Bolgarov  je bila uničena in Avari so prišli pod oblast Patrie Onogurie - Domovine Onogurov oziroma Stare Velike Bolgarije. Kronist Fredegar je svoji Kroniki zapisal, da je 9.000 Bolgarov pobegnilo in iskalo zatočišče na Bavarskem, kjer jih je dal frankovski kralj Dagobert I. pobiti. Del Onogurije je preživel in postal znan kot Kozariks, ki se v Transilvaniji omenja še v času vladarja Menumoruta v 13. stoletju. 
Po Kubratovi smrti so Avari hoteli ponovno vzpostaviti svojo oblast. Skupina Bolgarov iz vzhodne Onogurije je se je zato preselila proti severu, kjer je ob reki Volgi ustanovila svojo državo Volško Veliko Bolgarijo. Tiste, ki so ostali ujeti med Transilvanijo in Ukrajino, so asimilirali Hazari. Avarom se kljub bitkam v 7. stoletju ni uspelo ponovno povzpeti na vrh. Eno od plemen je nasledilo oblast v Onoguriji in zaradi pritiska Hazarov  preselilo svojo prestolnico iz Balt-Avarja v Bács.

### Socialna in plemenska ureditev
Središče avarske moči je bilo ozemlje zahodno od Karpatov. Podložnike z obrobij cesarstva so  preselili v osrednje pokrajine. Sledovi avarske materialne kulture segajo na jug do Makedonije, vzhodno od Karpatov pa arheoloških najdb ni, kar pomeni, da so naseljevali predvsem zahodni Balkan. Strokovnjaki predpostavljajo, da so imeli visoko strukturirano hierarhično družbo in zapletene odnose z drugimi nomadskimi plemeni. Na vrhu hierarhične piramide je bil kagan z manjšo skupino nomadskih aristokratov. 
Arheologi so odkrili nekaj izjemno bogatih grobov, ki potrjujejo, da je bila moč v državi omejena na kagana in z njim tesno povezanega razreda elitnih vojščakov. V grobovih so bili poleg zlatnikov pogosto tudi položajni simboli pokojnega, na primer okrašeni pasovi, stremena, ki so podobna tistim iz Srednje Azije, in celo njihovi konji. 
Avarsko vojsko so sestavljale številne slovanske, gepidske in bolgarske vojaške enote, ki so opravile večino posla za zelo skromno plačilo. Izgleda, da so bila v državi tudi delno samostojna, predvsem slovanska plemena, ki so imela strateško vlogo, na primer varovanje zahodne avarske meje pred napadi Frankov. Tretje skupina plemen so bili avarski zavezniki, ki so imeli  enak položaj kot Avari. Takšni so bili na primer Zaberganovi Kutrigurski Bolgari in Ardagastovi Slovani, ki so pogosto samostojno napadali bizantinska ozemlja.
Avari in njihovi podložniki so na začetku živeli ločeno. Izjeme so bile slovanske in germanske ženske, ki so bile poročene z Avari. Kasneje se je germansko in slovansko prebivalstvo vključilo v avarski socialni red in kulturo, ki se je zgledovala po perzijski in bizantinski kulturi. Znanstveniki so odkrili mešano avarsko-slovansko kulturo z značilnimi ornamenti: uhani v obliki polmeseca, bizantinskim podobnimi zaponkami ter ogrlicami in zapestnicami z rogatimi zaključki. Paul Fourarcre o njej pravi: »Iz mešane slovansko-avarske materialne zapuščine iz 7. stoletja bi lahko sklepali, da so med avarskimi vojščaki in slovanskimi kmeti vladali miroljubni in složni odnosi.« Povsem možno je, da je vsaj nekaj poglavarjev slovanskih plemen postalo del avarske aristokracije. Poleg grobov asimiliranih Gepidov so na avarskem ozemlju odkrili tudi nekaj zahodnogermanskih karolinških grobov, v katerih so morda pokopani vojaški najemniki.

### Srednje (670–720)  in pozno obdobje (720–804)
Veliki kan Kubrat, vladar Velike Stare Bolgarije, je leta 665 umrl. Na ozemlju sedanje Ukrajine  ga je nasledil kan Batbajan.  Po letu 670 so enotnost onogurske bolgarske konfederacije razbili Hazari, zaradi katerih je nekaj Utigurskih Bolgarov zapustilo Ukrajino in se preselilo proti zahodu. Dunajska kronika pravi, da so se "Hungari"/Onogurski Bolgari dokončno priselili v Panonijo leta 677. Priselitev nove etnične skupine, za katero so bili značilni čopi dolgih las, spleteni v kito, enorezne sablje in široki simetrični loki, je označila začetek srednjega avarsko-bolgarskega obdobja, ki je trajalo od leta 670 do 720. Prva skupina Onogurskih Bolgarov pod vodstvom kana Kubra se je potem, ko je pri Sirmiumu porazila Avare, pomaknila proti jugu in naselila na ozemlju sedanje Makedonije. Druga skupina Onogurskih/Utigurskih Bolgarov pod vodstvom kana Asparuha, očeta kana Tervela, je bila že stalno naseljena na Balkanu (okoli 679–681) in je izoblikovala Bolgarijo. Avarsko cesarstvo je kljub temu, da se je njeno ozemlje zmanjšalo na polovico prvotne velikosti, še vedno trdno vladalo ob celem srednjem toku Donave. Njeno vplivno območje je na zahodu segalo vse do Dunajske kotline. Po Samovi smrti je nakaj slovanskih plemen ponovno prišlo pod avarsko oblast. Nova regionalna centra moči sta nastala v bližini Ozore v okraju Tolna in v Igarju v okraju Fehér v sedanji Madžarski. Oba centra sta okrepila avarsko moč, večina Balkana pa je ostala v rokah slovanskih plemen, ker tam niti Avari niti Bizantinci niso bili sposobni vzpostaviti svoje oblasti. 
V zgodnjem 8. stoletju se je v Karpatski kotlini pojavila nova arheološka kultura "krilatega leva in vitice (vinske trte)". Nekateri strokovnjaki so jo poskušali pripisati prihodu novih priseljencev, na primer prvih Madžarov, vendar je teorija še vedno predmet zazprav. Madžarska arheologa Laszló Makkai in András Móczy jo pripisujeta notranjemu razvoju avarske kulture, ki je nastal z integracijo bolgarskih priseljencev iz 670. let. Arheologa trdita, da se je »materialna kultura (umetnost, oblačenje, oprema in orožje) iz poznega avarsko-bolgarskega obdobja razvila neodvisno od novih vplivov.« Mnoge regije, ki so bile nekoč pomembna središča avarskega cesarstva, so izgubile svoj pomen, nastalo pa je nekaj novih. Ostanki avarske materialne kulture, ki jih odkrivajo po severnem Balkanu, morda kažejo na prisotnost Avarov, še bolj verjetno pa na svobodne Slovane, ki so privzeli avarske običaje.

### Propad
Postopno upadanje avarske moči se je končalo s hitrim propadom v enem samem desetletju. Niz frankovskih vojnih pohodov v 790. letih, ki jih je vodil Karel Veliki, se je končal z osvojitvijo Avarskega cesarstva. Franki so zasedli večino Panonske nižine vse do reke Tise. Franki so med spopadi z Avari poklicali na pomoč Slovane. Leta 791 jim je na pomoč prišel hrvaški knez Vojnomir iz Panonske Hrvaške. Napad je bil uspešen in Avari so se morali umakniti iz Hrvaške in Panonije. Franki so ključno zmago dosegli med vojnim pohodom Karla Velikega in njegovega sina Pipina leta 796. Hvalnica De Pippine regis Victoria Avarica (O zmagi kralja Pipina nad Avari), ki slavi njegovo zmago leta 796, se je ohranila. 
Franki so mnogo Avarov pokristjanili in jih vključili v svoje cesarstvo (... (sc. Avaros) autem, qui obediebant fidei et baptismum sunt consecuti ...). Leta 804 je Prvo bolgarsko cesarstvo porazilo Avare na jugovzhodu njihovega ozemlja v Transilvaniji in jugovzhodni Panoniji. Mnogo Avarov je prišlo pod bolgaesko oblast. Franki so osvojeno avarsko ozemlje pretvorili v Avarsko marko (Awarenmark). Vzhodni del marke so odstopili slovanskemu knezu Pribini, ki je leta 840 ustanovil kneževino Spodnjo Panonijo. Zahodni del Avarske marke je živel do leta 871, ko so ga vključili v Karantanijo in Vzhodno marko.
Po propadu Avarskega cesarstva sta ime Avar in etnična skupina, ki se je imela za Avare, v eni sami generaciji izginila. Avari so bili leta 871 v Panoniji zagotovo še prisotni, potem pa kronisti njihovega imena niso več omenjali. Izgleda, da so se že več generacij pred tem pomešali med mnogo številčnejše Slovane in prišli pod oblast tujcev – Frankov, Bolgarov in Velike Moravske. Do sredine 9. stoletja so vsi ostanki avarske vladavine izginili. Nekaj Avarov se je ohranilo v regiji solitudo avarorum, ki se sedaj imenje  Alföld, pa še tam so v treh generacijah izginili. Z njihovim postopnim zlivanjem s Slovani je nastalo turško/slovansko govoreče ljudstvo pod frankovsko oblastjo. Na takšno mešano prebivalstvo so naleteli Madžari, ki so v poznem 9. stoletju vdrli v Panonsko nižino.

## Jezik
Strokovnjaki kljub pomanjkanju neposrednih dokazov na splošno predpostavljajo, da je izumrli jezik evrazijskih Avarov spadal v podskupino ogurskih turških jezikov. Jezik se uradno imenuje turška avarščina, da bi se razlikoval od severnokavkaške avarščine, ki jo govorijo sodobni kavkaški Avarci.